# Kibbuz HaOlim
Der Kibbuz HaOlim (der Kibbuz der „nach Zion Aufsteigenden“):S. 36 war im Frühjahr 1933 der erste Kibbuz, den der Hechaluz in Frankreich gründete, und in dem junge Zionisten durch Agrar- und Hebräischkurse auf die Einwanderung nach Palästina vorbereitet werden sollten. Aufgrund seiner Lage direkt an der französisch-luxemburgischen Grenze und seiner engen Verbindung zum benachbarten Altwies, einem Ortsteil des luxemburgischen Mondorf, wurde diese Hachschara-Stätte oft dem Großherzogtum Luxemburg zugerechnet.

## Die französisch-luxemburgische Grenze an der Gander
Seit 1769 bildet das Flüsschen Gander einen Teil der Grenze zwischen Frankreich und Luxemburg. Das führte dazu, dass aus dem südlich der Gander gelegenen Teil des luxemburgischen Ortes Mondorf, der später zu Bad Mondorf (Mondorf-les-Bains) wurde, das lothringische Mondorff entstand. Dessen Gemarkung erstreckt sich auch über die südlich der Gander gelegenen Teile des Mondorfer Ortsteils Altwies. Die Gemeinde Monndorff bezeichnet diesen Teil von ihr als hameau de Altwies (Weiler Altwies).:S. 70–71

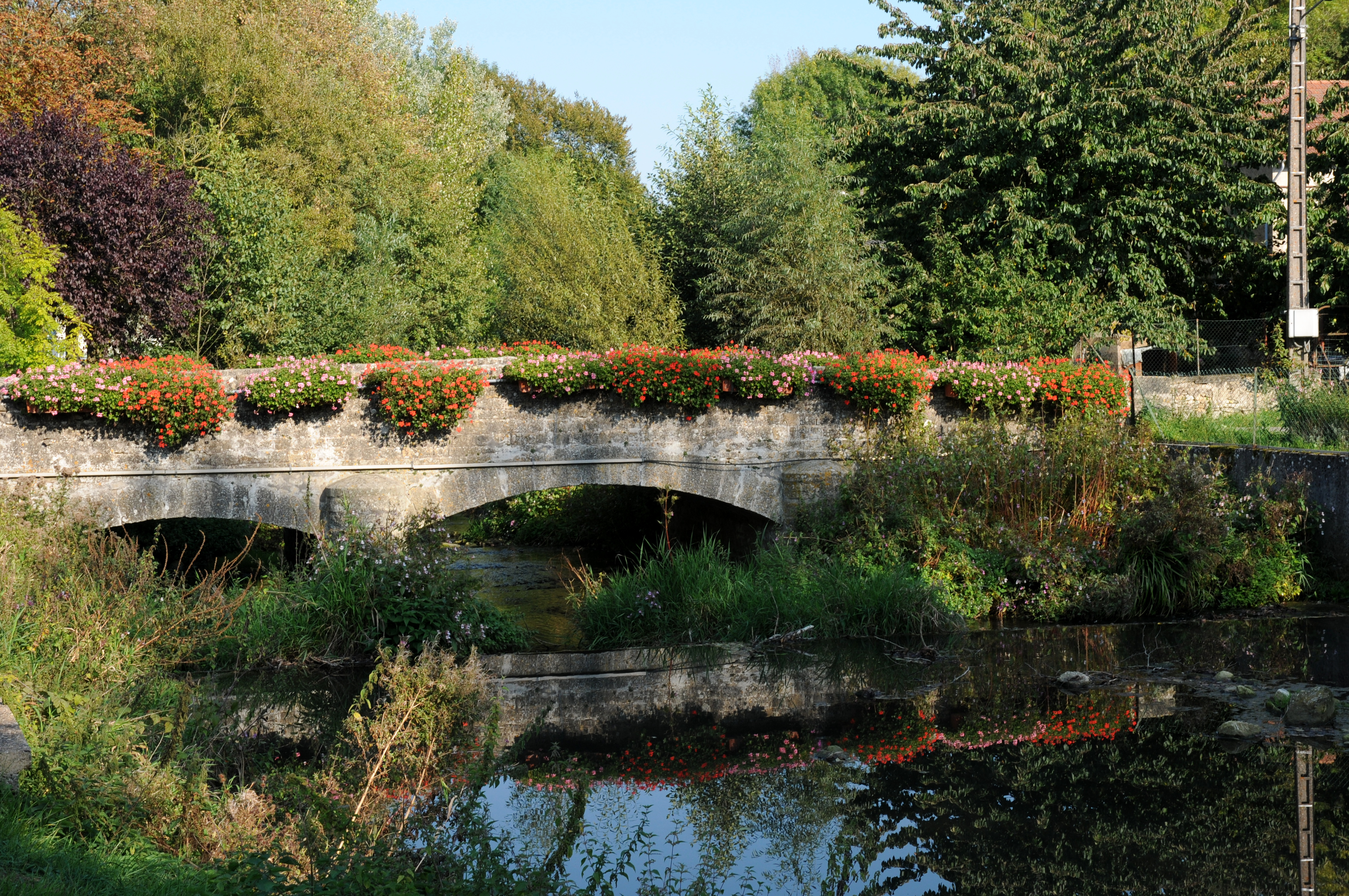
Altwies: die Brücke über die Gander (Pont Victor Hugo)

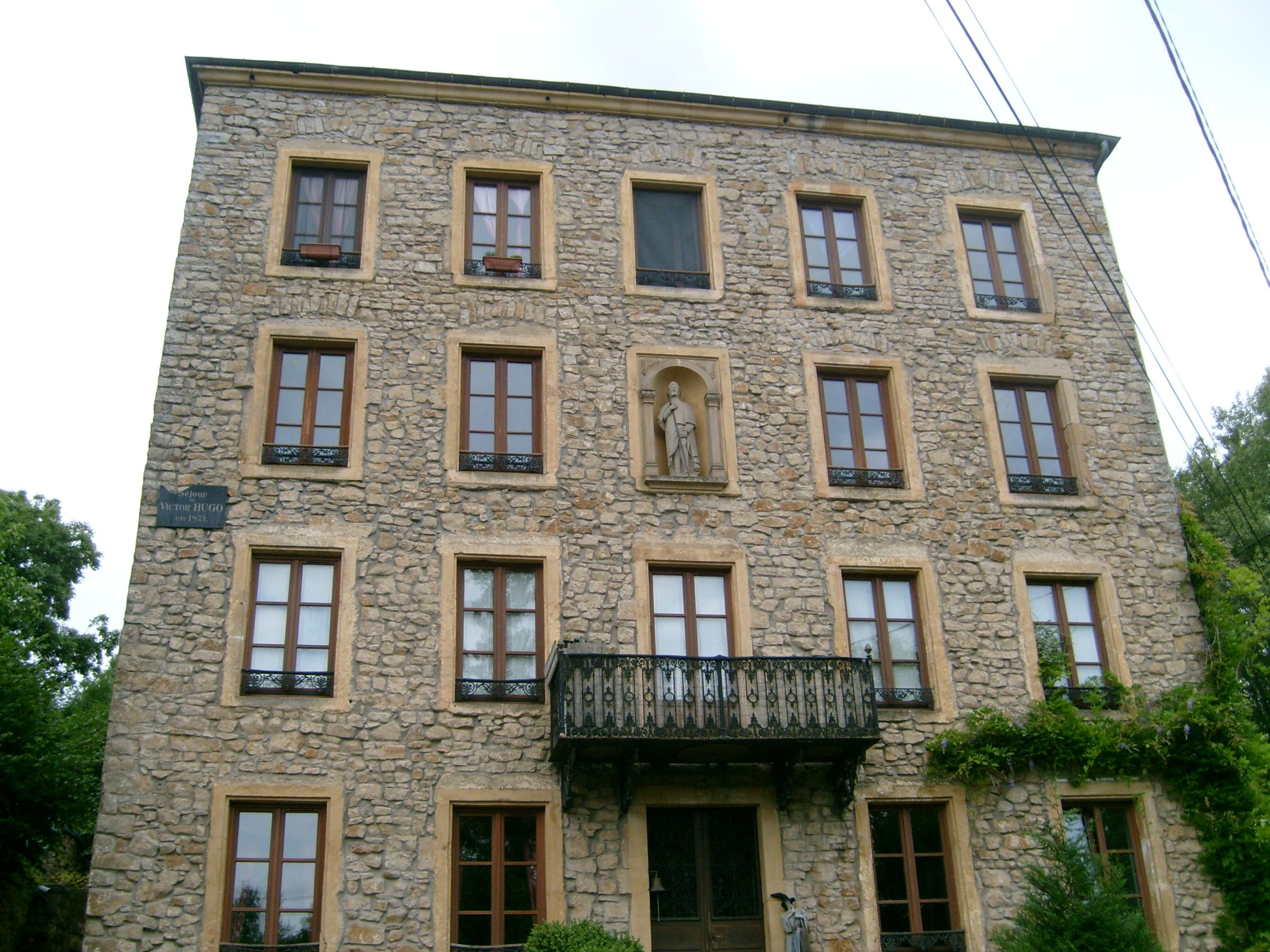
Ehemaliges Hôtel de Paris in Altwies (Mondorff)

Bekannt wurde dieser Weiler durch Victor Hugo, der hier im August/September 1871 in dem 1865 erbauten Hôtel de Paris für drei Wochen wohnte und im luxemburgischen Mondorf die Kureinrichtungen nutzte. Die Brücke über die Gander, die den französischen Weiler mit dem luxemburgischen Altwies verbindet, trägt heute den Namen Pont Victor Hugo. Eigentlich befand sich Victor Hugo zu der Zeit noch im Exil, doch dass er trotzdem im französischen Teil von Altwies Quartier bezog, zeigt auch, dass es mit der Macht seines Widersachers, Napoleon III., vorbei war. Während dieser bereits in Kassel im Schloss Wilhelmshöhe gefangen gehalten wurde, kehrt Victor Hugo von Altwies aus nach Paris zurück und beendete sein Exil.
Das Hôtel de Paris (Lage) stellte 1890 seinen Betrieb ein. Über die Nachnutzung in den Folgejahren ist nichts bekannt, und nach Jaspers wurde das Anwesen erst im September 1933 wieder einer neuen Nutzung zugeführt.:S. 72–73

## Die Gründung von HaOlim
Die von Jaspers erwähnte neue Nutzung des ehemaligen Hotels wurde von Perez Leshem in seinem Buch Strasse zur Rettung 1933–1939 als Vor- und Gründungsgeschichte des „Gartenbaukibbuz "HaOlim"“ beschrieben. HaOlim war nach ihm der „erste Kibbuz des "Hechaluz“ in Frankreich", und an dessen Vorbereitung im Frühjahr 1933 waren er und David Shaltiel beteiligt.:S. 32
Treibende Kraft hinter dem Projekt war ein Dr. Franz Meyer-Lieben, dem das unbewohnte Hotel „mit 28 Zimmern und 30 Ar vernachlässigtem Gartengelände“ von einem Freund „für die gärtnerische Ausbildung von Chaluzim aus Deutschland kostenlos zur Verfügung gestellt“ worden war.:S. 32
Meyer-Lieben gründete ein Comité de Patronage zur Finanzierung des Projekts, in dem zionistische Ortsgruppen aus Metz, Thionville und Forbach zusammenarbeiteten.:S. 32–33 „Die ersten Mitglieder des Kibbuz waren acht Chawerim und drei Chawerot, die aus einer Gutsgruppe in Longeville-lès-Metz (Lothringen) kamen.“:S. 33 Nach Leshem befanden sich das Gebäude und seine unmittelbare Umgebung in einem schlechten Zustand und musste erst wieder hergerichtet werden. Doch innerhalb von sechs Monaten sei der Kibbuz bereits auf 45 Mitglieder angewachsen. Die Neuzugänge kamen aus dem Deutschen Reich, einige wenige auch aus der Schweiz. Leshem beschreibt ausführlich den Aufbauprozess, während dem das Land für den Gartenbau erschlossen, Fundamente für Gewächshäuser errichtet und ein Hühnerstall für 120 Hennen eingerichtet wurde. Daneben entstanden auch handwerkliche Werkstätten und Arbeitsplätze, und die Wohn- und Lebensbedingungen für die Bewohnerinnen und Bewohner konnten verbessert werden.

„So erhielt der Kibbuz im Laufe der Monate sein Gesicht und formte seine Lebensroutine. Das war keine leichte und gewiss keine reibungslos erfüllbare Aufgabe für eine Gruppe, die sich aus 17- bis 36jährigen Mitgliedern zusammensetzte, von denen manche in Jugendbünden erzogen waren und andere ohne chaluzische oder zionistische Schulung hinzukamen.“

Schwierigkeiten, die Leshem hier nur andeutete, finden sich etwas deutlicher in den Erinnerungen eines der frühesten Kibbuz-Mitglieder. Der junge Kommunist Kurt Goldstein, der sich – ohne offenbar von dem Kibbuz zu wissen – nach seiner Flucht aus dem Deutschen Reich bereits privat in Bad Mondorf aufgehalten hatte, reiste als 19-jähriger im Frühjahr 1933 von Mondorf nach Saarbrücken, wo ihm seine Genossen auftrugen, sich beim Zentralkomitee der Hechaluz in Paris zu melden. Er wurde nach Altwies zurückbeordert und erinnerte sich an die von ihm im Kibbuz vorgefundene Situation so:

„Hier, in dem Haus, wo einmal Victor Hugo gelebt hatte, wohnten in diesen Tagen etwa vierzig Mädchen und Jungen. Für jedes Fach, Gärtnerei, Tischlerei, Schlosserei, stand ein Ausbilder zur Verfugung. Hier war seine erste Arbeitsstelle.“

Der junge Kommunist, der einen strukturierten Tagesablauf als Akt der Selbstbehauptung empfand, litt unter dem von ihm so empfundenen Laissez-faire im Kibbuzalltag. Als er zusammen mit Genossen aus dem Kommunistischen Jugendverband und den Roten Studenten in die Kibbuz-Leitung und gar zum Vorsitzenden gewählt wurde, führten sie „mit Erfolg eine zuverlässige Ordnung ein“, die sowohl die Tagesabläufe als auch die Ausbildungspläne strukturierte.:S. 96 Allerdings regte sich Widerspruch gegen das Regime des „preußischen Westfalen“. Es gab Beschwerden bei der Hechaluz-Zentrale in Paris, und Goldstein wurde als Kibbuz-Leiter abgesetzt. Damit einher ging auch seine Verbannung aus dem Kibbuz: Er wurde zur Einzelausbildung zu einem Bauern in Südfrankreich geschickt.:S. 96
Die von Goldstein und Genossen angestoßenen „Strukturreformen“ scheinen aber nachgewirkt zu haben, denn auch Leshem kam nicht umhin, auf die sich allmählich festigenden inneren Strukturen des Kibbuz hinzuweisen.

„Allmählich sorgte ein dreiköpfiger "Sidur Avodah" (Komitee für die Einteilung der Arbeit) für eine straffere Organisation der Arbeit und des Tagesablaufs. Die Gruppenbildungen verschwanden, man wuchs zu einer Chewrah. Die Trillerpfeife, die zur Arbeit, zu den Mahlzeiten und zu den kulturellen Veranstaltungen am Abend rief, wurde zum beachteten Wahrzeichen des Kibbuzlebens. Man schuf Ämter, ernannte Verantwortliche [...] Gewiss war noch viel zu verbessern, aber man machte Fortschritte.“

Ein weiteres Problem, das den Weg des Kibbuz „von Nachlässigkeit zu Ordnung, von Romantik zu Sachlichkeit“ beeinträchtigte:S. 34, waren offenbar die vielen eine Hachschara-Stelle suchenden Jugendlichen, zu deren erster Anlaufstelle HaOlim wurde. Jemand, der dies gar noch forcierte, war Hans Sonneborn, später bekannt als Hanan Aynor. Ihm gelang es Anfang 1934, im Umkreis des Kibbuz – auf lothringischem und auf luxemburgischem Gebiet – Einzel-Hachschara-Stellen auf kleinen Bauernhöfen zu finden, die von Hechaluz-Mitgliedern vorrangig aus dem Kölner Raum und dem Ruhrgebiet besetzt werden konnten. Ihr gesellschaftlicher und kultureller Mittelpunkt sollte der Kibbuz in Altwies sein.:S. 52 Eben dies führt aber zum Konflikt mit der Kibbuz-Leitung, die die Arbeit des Kibbuz durch die Neuankömmlinge und die durch sie verursachten Kosten beeinträchtigt sah.

„Die Frage, ob ein Kibbuz zuerst für die Ausbildung seiner eigenen Chawerim sorgen müsse oder die soziale Verantwortung für andere Chaluzim auf sich nehmen solle – also, ob er für die Bewegung als Ganzes Funktionen auch zum Nachteil seiner eigenen Entwicklung zu erfüllen habe, spiegelte bis zu einem gewissen Grade Auseinandersetzungen in Erez Israel [..] wieder.“

Dieser Konflikt wurde wesentlich dadurch entschärft, dass sich vor allem auf Luxemburger Seite Zentren zur Betreuung der dort in Einzel-Hachschara-Stellen arbeitenden Chaluzim bildeten und der Kibbuz HaOlim sich nicht völlig aus der Verantwortung zurückzog. Er war an Pfingsten 1934 noch einmal Treffpunkt fast aller etwa 60 Hachscharah-Teilnehmer in Luxemburg:S. 53, und ebenfalls im Frühjahr 1934 entstand im Jüdischen Volkshaus in Luxemburg (Stadt) ein Büro zur Koordination und Betreuung der Hachscharah-Bewegung in Luxemburg, das von dem HaOlim-Mitglied Hermann Ginsburg geleitet wurde. Vor allem für die verstreut im Süden Luxemburgs verteilte Chawerim blieb der Kibbuz zumindest 1935 noch ein Ort des gesellschaftlichen Rückhalts und der Teilhabe an der kulturellen Arbeit und dem Hebräisch-Unterricht.:S. 53

## Konsolidierung und Ende der Auslands-Hachschara in Frankreich
Nach Leshem war HaOlim auch eine Anlaufstelle für Besucher aus der Umgebung, die hier erstmals mit einem Kibbuz in Berührung kamen, und auch zionistische Prominenz stellte sich ein. Er erwähnt Berl Katznelson, Eliahu Golomb, Bracha Chabas (1900–1968) und Arthur Ruppin. Auch der Hechaluz als Organisation nutzte HaOlim als Treffpunkt und gründete hier im Dezember 1933 die Landesorganisation „Hechalouts en France“. Als Kibbuz stand HaOlim am Anfang der „erste[n] Entwicklungsstufe der Auslandshachscharah in Frankreich“, die im Februar 1934 nach zehnmonatiger Arbeit abgeschlossen war. HaOlim verfügte zu dem Zeitpunkt über 44 Mitglieder und befand sich nun in Begleitung dreier weiterer Kibbuzim:S. 36:
- Migdal (Turm) mit 57 Mitgliedern in Joué-lès-Tours,
- Machar (Morgen) mit 56 Mitgliedern in Jugeals-Nazareth und
- Chulia (Kettenglied) mit 11 Mitgliedern zuerst bei Cahors, dann bei Toulouse.

In seinen weiteren Ausführungen ging Leshem nur noch am Rande auf den Kibbuz HaOlim ein. Sein Schicksal entwickelte sich anlog dem der anderen Stätten der Auslands-Hachschara, die unter den sich verschlechternden Bedingungen in Frankreich zu leiden hatten und unter dem Druck wirtschaftlicher Probleme. Ende 1936, nach dreieinhalbjährigem Bestehen, endete die Geschichte der deutschen Auslands-Hachschara in Frankreich.:S. 45 Adler-Rudel bestätigt das, wenn er darauf verweist, dass sich im Jahre 1937 die Zahl der Auslandsplätze verringert hatte, weil kleinere Zentren in Frankreich, Luxemburg und Litauen aufgelöst worden waren.:S. 69 Neben den wirtschaftlichen Problemen der Ausbildungsstätten macht er das häufig repressive und willkürlich Verhalten der französischen Polizeibehörden dafür verantwortlich, dass Frankreich als Zufluchts- und Ausbildungsstätte für auswanderungswillige junge Deutsche immer mehr an Bedeutung verloren hat.:S. 205